# 甜水井
甜水井，亦称玉液井，位于山西省忻州市代县上馆镇西北街村北大街甜水井巷，位于代县城内边靖楼后，已列为代县文物保护单位。
代州玉液井自宋以后，因水味甘美，以酿造黄酒“琼酥”著称。宋代与玉液井齐名的另一处酿造黄酒的水源“金波井”，俗称琉璃井，酿造名酒“金波酒”。
甜水井已列为代县文物保护单位。